# Zimmern (Seckach)
Zimmern ist ein Ortsteil von Seckach im Neckar-Odenwald-Kreis in Baden-Württemberg (Deutschland).

## Geographische Lage

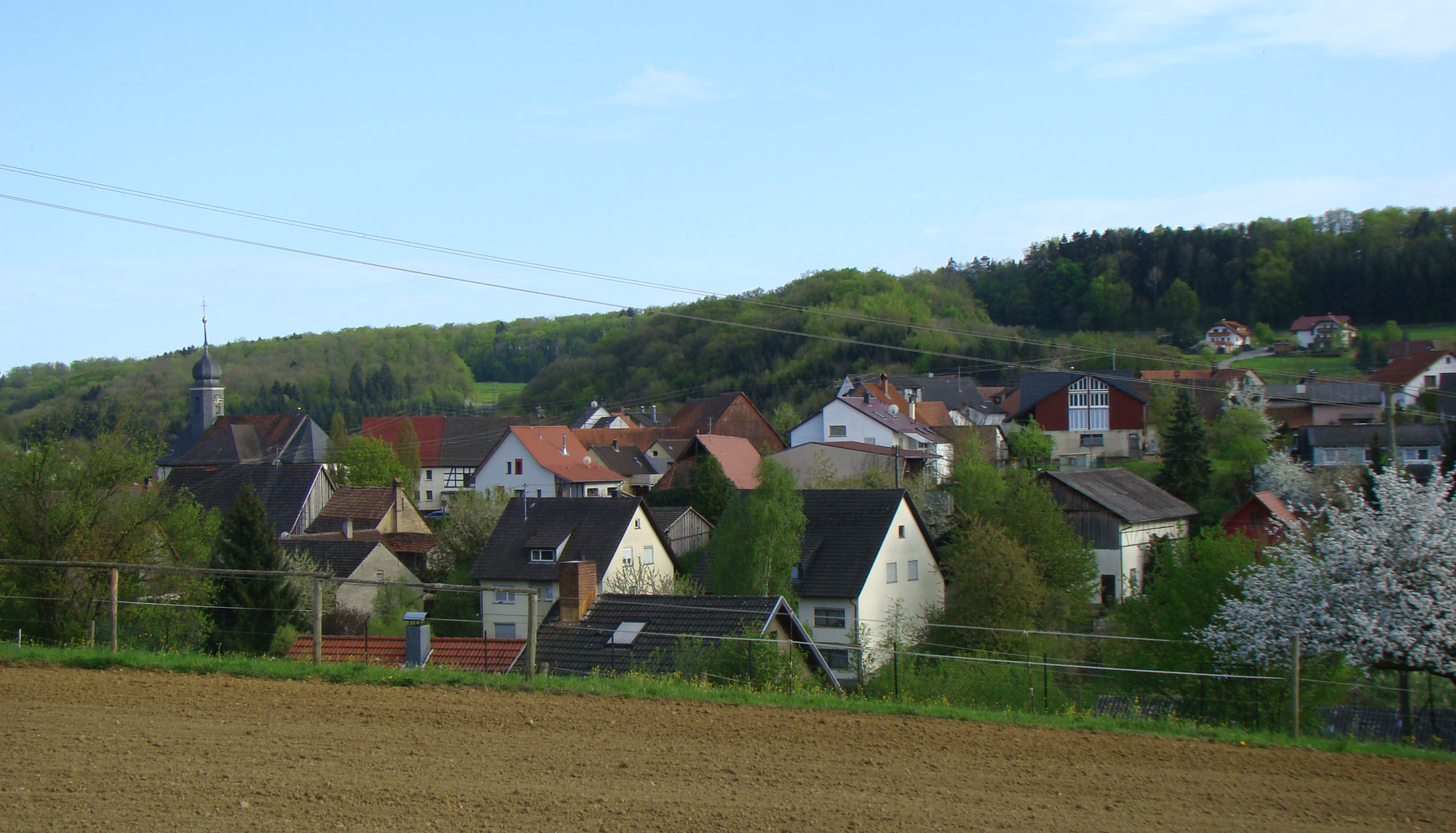
Blick von Norden über Zimmern

Zimmern bestand früher aus den Dörfern Oberzimmern an der Einmündung des Schlierbachs in die Seckach und dem heute nicht mehr existierenden Unterzimmern im heutigen Gewann „Boden“. Ferner gab es noch ein Dürrenzimmern an der Einmündung des Rinschbach in die Seckach. Oberzimmern ist mit dem heutigen Ort Zimmern identisch.

## Geschichte
Zimmern ist 782 erstmals im Lorscher Codex als Zimbren in pago Wingartheiba erwähnt. Der Ortsname wechselte mehrfach, so lautete er 976 Cimbra, 1278 Cimmern. Im 13. Jahrhundert waren die Herren von Dürn die Lehensherren. 1240 wurde der Besitz an das Kloster Seligental verkauft. Nach dessen Aufhebung kam das Dorf 1568 zur Kurmainzischen Hofmeisterei, 1803 zum Fürstentum Leiningen und schließlich drei Jahre später nach Baden.
Am 1. Januar 1972 wurde Zimmern nach Seckach eingemeindet.

## Wappen
Das Wappen der Gemeinde Zimmern zeigt einen Rüdenkopf mit drei Beilen.

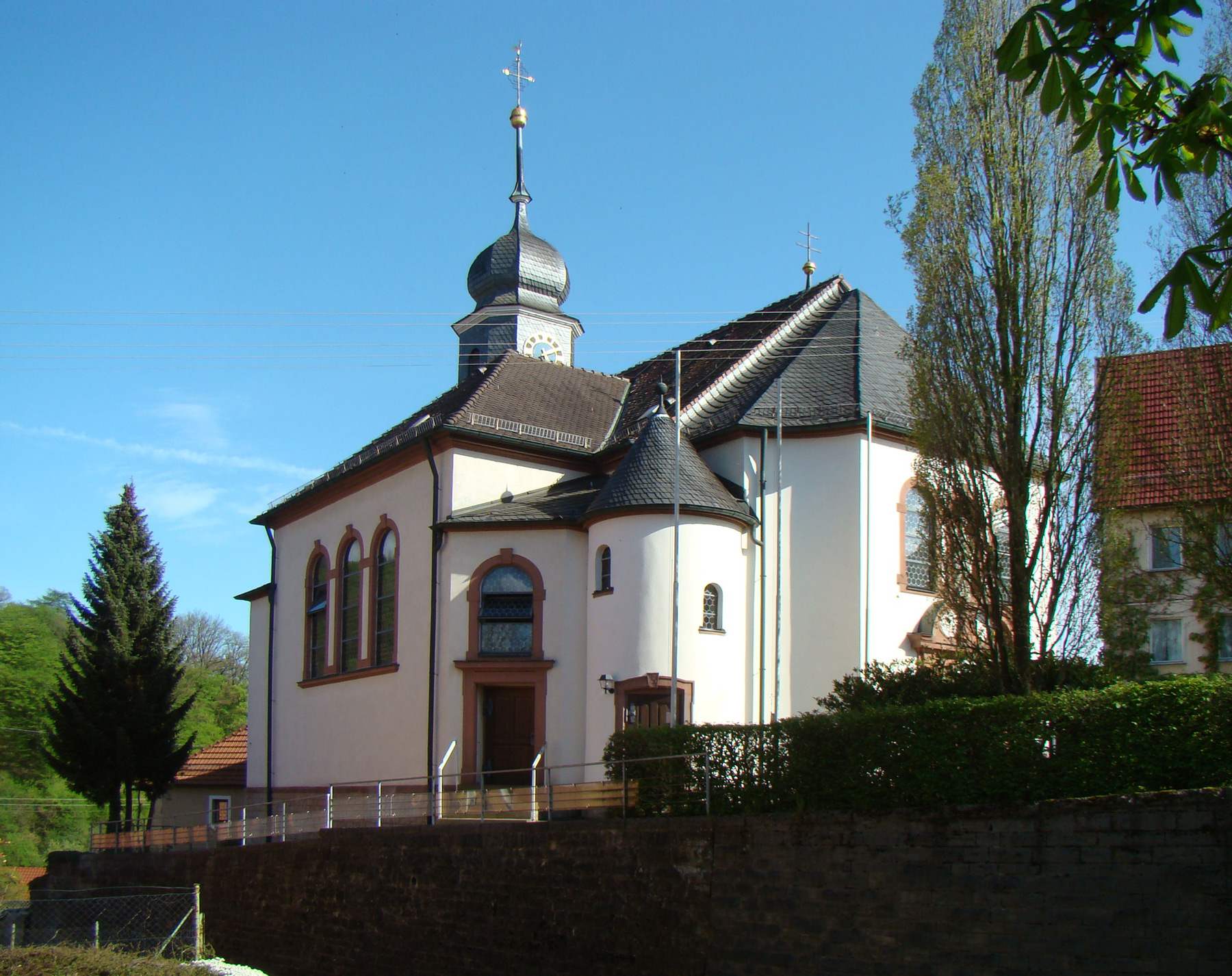
Kirche St. Andreas

## Sehenswürdigkeiten
In Zimmern befindet sich die katholische Kirche St. Andreas. Neben historischem Gebäudebestand gibt es in Zimmern auch verschiedene Kleindenkmale wie Wegkreuze und Bildstöcke.